# Stazione di Kilburn High Road
La stazione di Kilburn High Road è una stazione ferroviaria, nel quartiere di Kilburn nel borgo londinese di Camden, posta sulla ferrovia Watford DC.

## Movimento
La stazione è servita dai treni della relazione Euston-Watford Junction della London Overground, erogati da Arriva Rail London per conto di Transport for London.

## Interscambi
Nelle vicinanze della stazione effettuano fermata alcune linee automobilistiche, gestite da London Buses..
- Fermata autobus

Benché non sia considerato un intescambio fuori stazione da Transport for London, la stazione di Kilburn Park, della linea Bakerloo, dista solo 270 metri.